# Stati del Sacro Romano Impero (U)
Questo è un elenco degli stati del Sacro Romano Impero, inizianti per la lettera U:
| Nome                  | Tipologia                                                 | Provincia            | Seggio | Formazione                 | Note |
| --------------------- | --------------------------------------------------------- | -------------------- | ------ | -------------------------- | --- |
| Überlingen Uberlingen | Città Imperiale                                           | Provincia Sveva      | SW     | 1268                       | 1803: al Baden |
| Ulma                  | 1155: Libera Città Imperiale                              | Provincia Sveva      | SW     | 1115                       | 1803: alla Baviera 1809: al Württemberg |
| Umpfenbach            | Signoria 1805: Contea Principesca del Sacro Romano Impero | Provincia Sveva      | SW     | dal 1806 alla Baviera      | ai principi von Trauttmansdorff |
| Unterwalden           | Valle Imperiale                                           |                      |        | 1415                       | Divisione in Nidwalden e Obwalden 1173: ai Conti d'Asburgo 1291: Nidwalden diventa un membro fondatore della Lega Svizzera 1324: Feudo Imperiale (Reichsunmittelbar) 1350s: Divisione in Obwalden e Nidwalden 1648: Lascia l'Impero come membro della Confederazione Svizzera                                |
| Urach                 | Contea                                                    |                      |        |                            | 1060: prima menzione di Urach 1080: primo uso del titolo di "Conte di Urach" Divisione dei territori in Achalm e Urach 1218 Egino V di Urach eredita la contea di Friburgo dagli Zähringen 1261: estinzione dei conti di Urach 1251-1265: Ulrico I del Württemberg acquisisce i territori dei conti di Urach |
| Uri                   | Valle Imperiale                                           |                      |        | 1231: Divisa dagli Asburgo | 1648: Lascia l'Impero come membro della Confederazione Svizzera |
| Ursberg Ursperg       | 1143: Abbazia del Sacro Romano Impero                     | Provincia Sveva      |        |                            | 1340 abbazia imperiale immediata con voto al banco dei Prelati svevi: 1803; Secolarizzato |
| Utrecht               | Vescovato 1528: Signoria                                  | Provincia Borgognona | n/a    | 1024                       | 1512: Provincia Borgognona 1528: Secolarizzato all'Austria 1793: Consiglio dei Principi |
| Uznach                | Contea                                                    |                      |        |                            | |